# Валкенирс, Йеф
Йеф Валкенирс (нидерл. Jozef Maria Zacharias (Jef) Valkeniers, Шепдааль, Бельгия, 29 декабря 1932) — врач-психоневролог и бельгийский политик. Доктор Валкенирс изучал медицину и нейропсихиатрию в Лёвенском католическом университете (Бельгия), университете Витватерсранда (Южная Африка) и в госпитале Санкт Янс в Брюгге (Бельгия). Доктор Валкенирс был членом парламента с (Бельгия) 1974 по 2003 год. Он также являлся членом Западноевропейского союза и Совета Европы. Он по-прежнему активен в политической жизни в качестве советника в муниципалитете Dilbeek и как член правления либеральной партии в Бельгии (Открытые фламандские либералы и демократы).

## Награды
- Бельгия: кавалер Орден Короны (1971).
- Южная Африка: Sieradres Ван Franschhoek (1999).
- Бельгия: большой крест Орден Леопольда I (2000).
- Австрия: орден «За заслуги перед Республикой Австрия» (2000).
- Тайвань: большая медаль дипломатии Тайваня (2003).
- Бельгия: Freeman Affligem.
- Бельгия: почетный мэр Dilbeek (2003).